# Šajol Gul
U seriji knjiga Točak vremena, Šajol Gul je planina iza Velike Pustoši na severu poznatog sveta. To je mesto u fizičkom svetu na kojem je zatvor Mračnog najbliži. Mračni ima daleko veći uticaj na ovu planinu i područje koje je okružuje, u odnosu na ostali deo sveta, i njegovi visoko rangirani podanici odlaze tamo da komuniciraju sa njim. Zmajska Proročanstva tvrde da će se Tarmon Gai'don, Poslednja Bitka, delom odigrati na Šajol Gulu.
Tokom Doba legendi, Šajol Gul je bio izolovano ostrvo. U svoj današnji oblik je transformisano za vreme Slamanja sveta.
Reč Šajol, verovatno vuče korene iz reči Šeol, Hebrejskog podzemlja.

## Literatura
- Robert Jordan's The Wheel of Time series Архивирано на веб-сајту  (5. март 2013)
- [мртва веза]